# Kirche Altenberg (Erzgebirge)

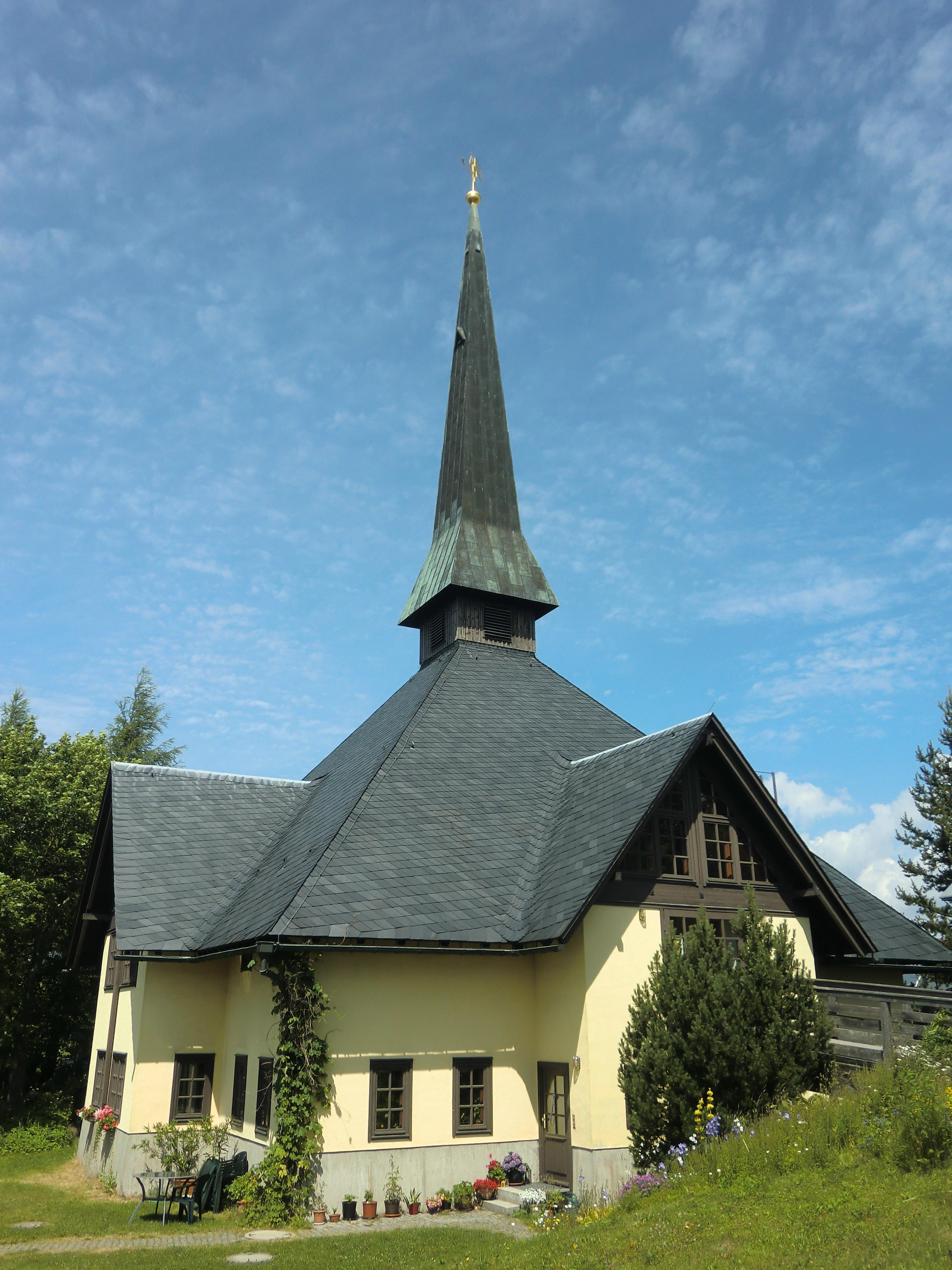
Kirche Altenberg, 2014

Die evangelisch-lutherische Pfarrkirche in Altenberg ist ein von 1989 bis 1991 errichteter moderner ländlicher Kirchenbau in der Bergstadt Altenberg im sächsischen Osterzgebirge. Er steht seit 2025 unter Denkmalschutz.

## Erste Dorfkirchen
Die Stadt Altenberg, urkundlich „Geusing mons, Mons antiquus“, der alte Berg, genannt, entwickelte sich in der Mitte des 15. Jahrhunderts zu einer unregelmäßig angeordneten Ansiedlung. Grubenunternehmer aus den Bergbauregionen um Freiberg und Graupen waren dort erneut fündig geworden, so dass Bergleute und Köhler mit ihren Familien zuzogen. Entsprechend der von den Herren von Schönberg vom Schloss Bärenstein, Heinrich von Bünau vom Schloss Weesenstein und vom kurfürstlichen Kanzler erlassenen Bergordnung sollten „die Gassen zur Kirche, zu den Märkten und Badestuben frei und niemand das Licht verbauen dürfen“. Es gab also bereits ein Kirchengebäude, das nach den Überlieferungen aus Holz bestand. Nachdem Altenberg im Jahr 1451 das Stadtrecht erhalten hatte, dauerte es noch gut hundert Jahre, bis bei der stetig steigenden Einwohnerzahl die erste kleine Kirche nicht mehr genügte. In den Jahren 1522 bis 1525 entstand eine größere, gemauerte Kirche in Altenberg. Das Gotteshaus wurde dem heiligen Nikolaus, dem Helfer in aller Not, geweiht. Über dem Eingangsportal befand sich ein noch erhaltener Stein mit dem Wappen Herzog Georgs, gefertigt vom Dresdner Bildhauer Christoph Walther I. Diese Kirche erlitt allerdings schon kurz nach der Einweihung einen Brandschaden, das Gleiche geschah in den Jahren 1576, 1675 und 1876. Das Gotteshaus wurde immer wieder aufgebaut.

## Neues Kirchengebäude

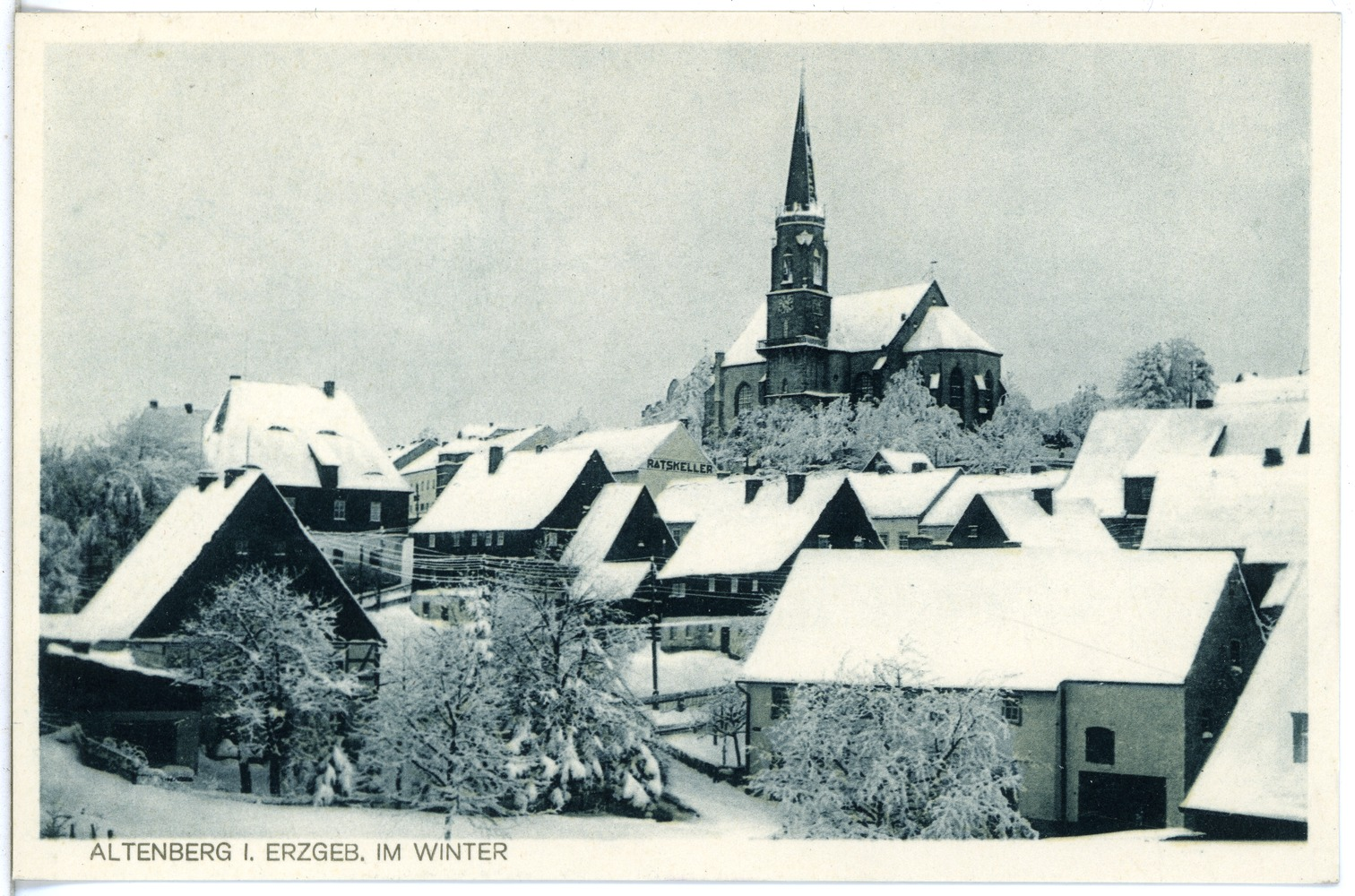
Ansicht vor 1945

In der Zeit von 1876 bis 1878 entstand ein neues neugotisches Kirchengebäude. Die alten unregelmäßigen Grundmauern des Vorgängerbaus wurden bis in die Höhe des Hauptgesimses übernommen. Darauf ruhte das mit Schindeln gedeckte Satteldach auf einem hölzernen Dachstuhl. Ein kleiner, innen angesetzter Turm an der nordwestlichen Ecke diente als Treppenhaus, während der große glockentragende Turm mittig an der Südseite angeordnet war. Am Hauptgesims des Turmes der einschiffigen Saalkirche befand sich ein Umgang, anschließend verjüngte sich der Turm und schloss über dem Glockenstuhl mit einer fünfeckigen spitzen Haube und einem vergoldeten Turmkreuz ab. An der Ostseite war der Chor als Polygon angeordnet. An der Kirche befanden sich kleine Anbauten, der Seiteneingang war mit einem Vorhaus versehen. Große hohe Rundbogenfenster mit sparsamem Maßwerk als oberen Abschluss sorgten für ausreichende Helligkeit. Das Kircheninnere war eher schmucklos im neugotischen Stil gestaltet. Nach Überlieferungen war ein Altargemälde von Lucas Cranach dem Älteren, aus der Freiberger Schlosskirche stammend, vorhanden. Am 14. Oktober 1878 wurde das Gotteshaus eingeweiht. Während der letzten Kriegstage des Zweiten Weltkriegs wurde die Stadt bis zum 9. Mai 1945 von der sowjetischen Luftwaffe mehrfach bombardiert, dabei erlitten die Kirche, das Gemeindehaus, das Diakonat, das Pfarramt und die Stadt schwerste Zerstörungen. Am 10. Mai 1945 brach ein Großbrand aus und zerstörte 120 Gebäude. Ein Wiederaufbau der zerstörten und ausgebrannten kirchlichen Gebäude und der Kirche erfolgte nicht; die Überreste wurden 1953 abgetragen. Das ebenfalls zerstörte Pfarrhaus wurde nach Kriegsende nicht wieder aufgebaut. Ein größerer Raum in einem anderen Gebäude diente bis 1989 dem Gottesdienst der Kirchgemeinde.

### Geläut
Das Geläut der Kirche bestand aus drei Bronzeglocken. Die große Bronzeglocke aus dem Jahr 1675 hatte die Inschrift: „Bryccius Pragensis fecit me auxilio divino“ und war reich verziert. Sie stammte von einem aufgegebenen Kloster in Böhmen. Ein Relief der Jungfrau Maria schmückte die Glocke, weiterhin befanden sich Abbilder eines Geistlichen und eines Gewappneten mit Fahne sowie verschiedenes Getier darauf. Eine mittlere Glocke datierte aus dem Jahr 1676. Sie wurde vom Glockengießer Andreas Herold gefertigt und trug die Inschrift: „Verbum Domini manet.“ Eine dritte Glocke existierte bereits vor 1670 und wurde nach einem Riss im Klangmantel von der Dresdner Glockengießerei Johann Gottfried Weinhold umgegossen. Im Jahr 1942 mussten die beiden größeren Glocken als Metallspende für Rüstungszwecke abgegeben werden. Die evangelisch-lutherische Kirche in Zinnwald-Georgenfeld besitzt die kleinere aus den Trümmern geborgene Altenberger Glocke als Dauerleihgabe. Das Geläut besteht aus dieser Bronzeglocke in einem für drei Glocken konzipierten Glockenstuhl.

## Moderner Kirchenneubau

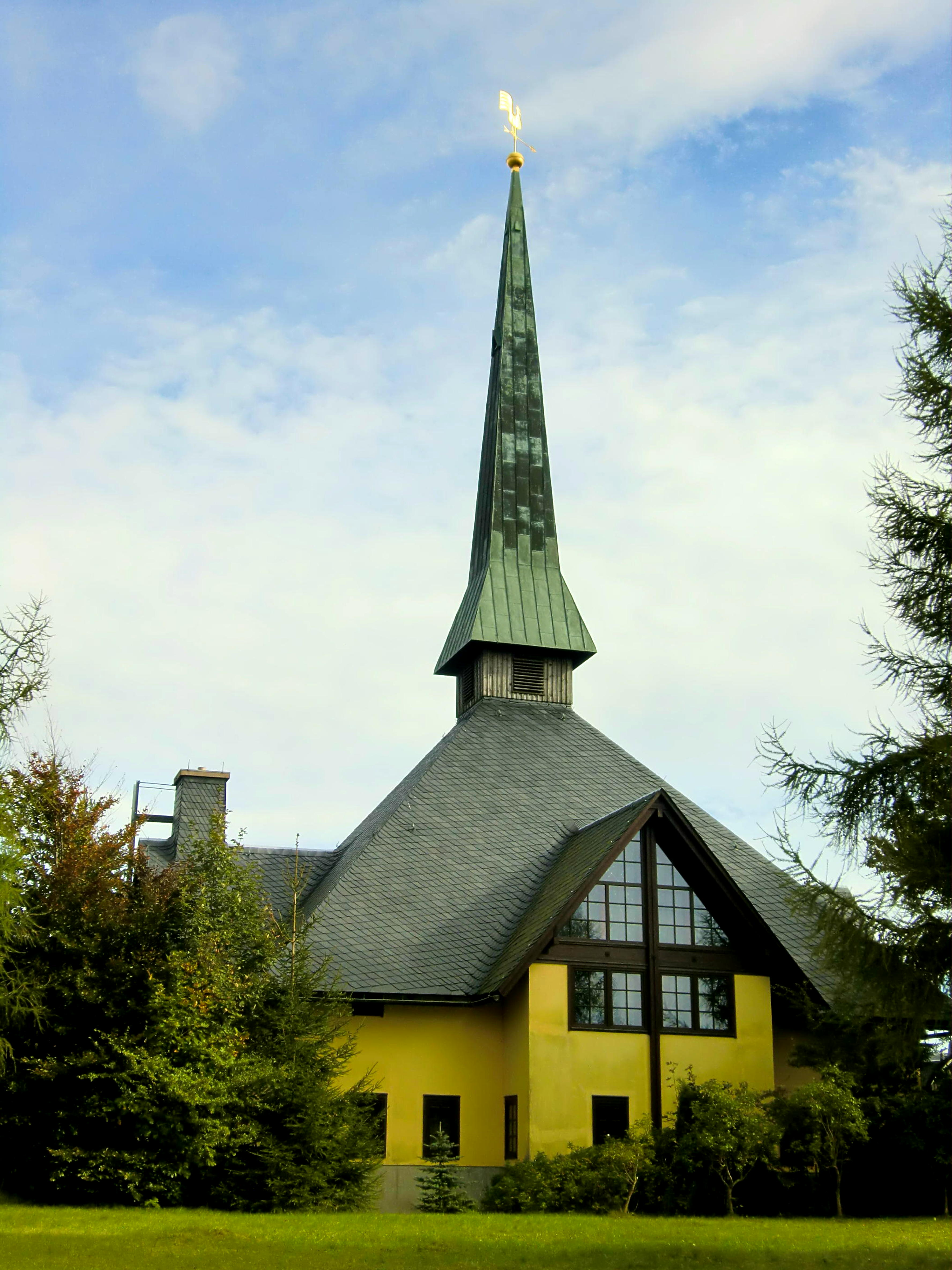
Neue Kirche in Altenberg, Außenansicht

### Baubeschreibung
Im Jahr 1984 begannen die Vorbereitungen für einen Kirchenneubau, nachdem ein neuer sicherer Standort ausgewählt worden war. Die Kirchgemeinde schloss mit dem am 1. Januar 1961 gegründeten VEB Bergbau- und Hüttenkombinat Freiberg einen Vertrag, der eine komplette Übernahme der Kosten seitens des Bergbauministeriums der DDR garantierte. Die Architekten Manfred Fehmel und Hermann Krüger aus Dresden wurden beauftragt, ein modernes ländliches Kirchengebäude zu entwerfen.
Am 2. Mai 1989 war Baubeginn, die Grundsteinlegung erfolgte am 21. Mai 1989. Der damalige Pfarrer war Matthias Quentin. Die Bauhauptleistung erbrachte die Firma Bauhof aus Hermsdorf/Erzgeb. Bereits am 30. Oktober 1989 konnte das Richtfest gefeiert werden. Der vormontierte spitz auslaufende Turmhelm wurde am 22. April 1991 mit Turmkugel und Wetterhahn vollendet und am 24. April 1991 mit einem Kran aufgesetzt. Kirchweihe war am 15. Dezember 1991. Der Turm der Kirche ist 34 m hoch und ein weithin sichtbares Zeichen. Traditionell wurde das von einer Holzkonstruktion getragene Dach mit Schieferschindeln gedeckt.

### Ausstattung
Das Kircheninnere ist funktional gehalten. Ein zentraler größerer Hauptraum und mehrere Nebenräume bilden das Zentrum der Gemeindearbeit. Der Grundriss des Gebäudes hat die Form eines griechischen Kreuzes. Mittig im Innenraum erhebt sich der Glockenturm und trägt das Geläut und die Turmhaube. Durch seine Betonrahmen erinnert es an den Förderturm eines Bergwerks.
Die Dresdner Graphikerin Kerstin Franke-Gneuß gestaltete das Altarfenster Geborgenheit unterwegs. Das äußere Altarfenster mit einem Holzrahmen war durch die ständigen Witterungseinflüsse trotz sorgfältiger Wartung im Jahr 2011 dringend reparaturbedürftig. Gesucht wurden Spenden und Sponsoren für die Restaurierung.
Es entstand ein funktionales Kirchengemeindezentrum in „harmonischer gebirgstypischer“ Architektur.

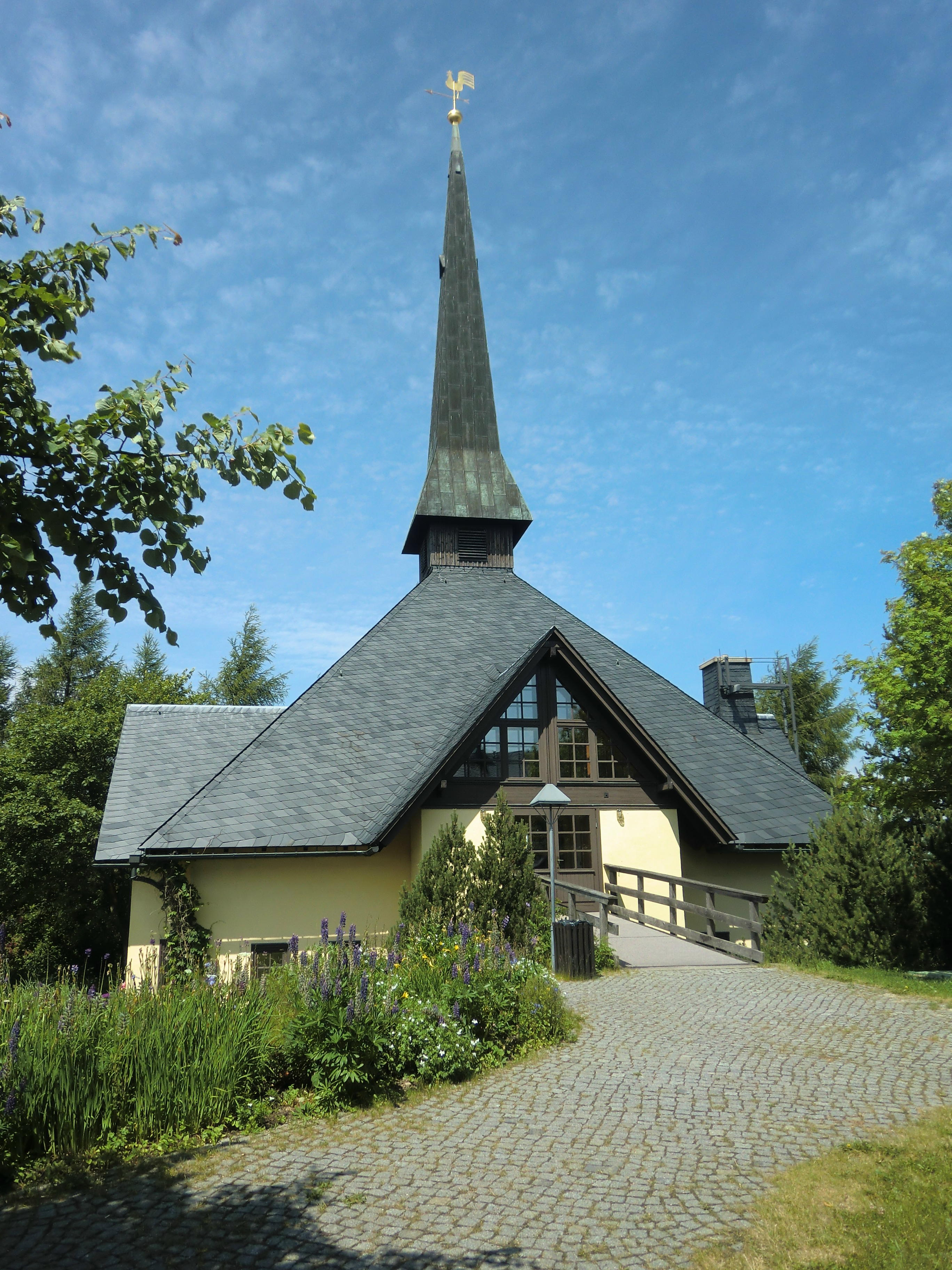
Haupteingang
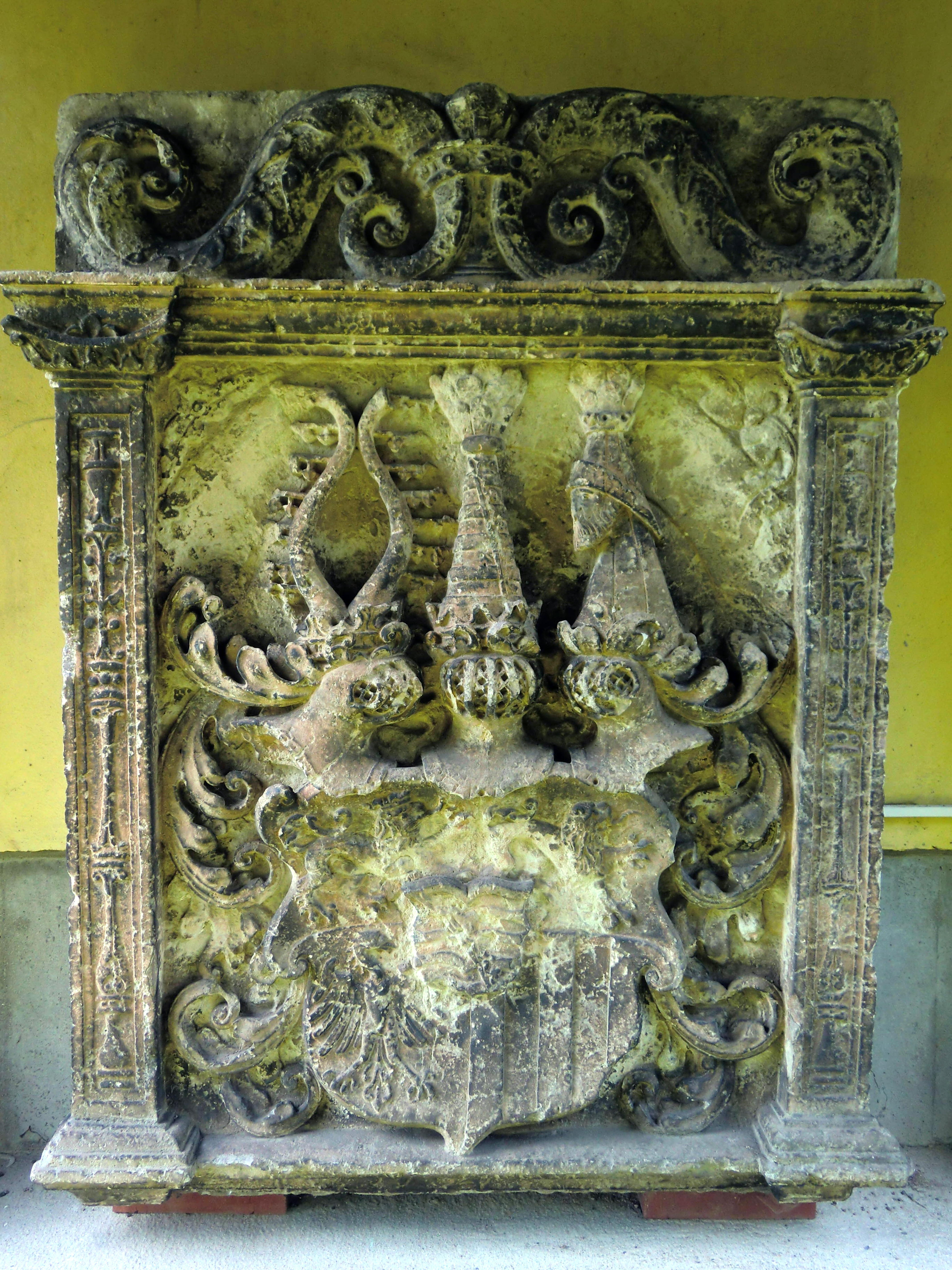
Wappenstein Herzog Georgs, 1525 vom Dresdner Bildhauer Christoph Walther I
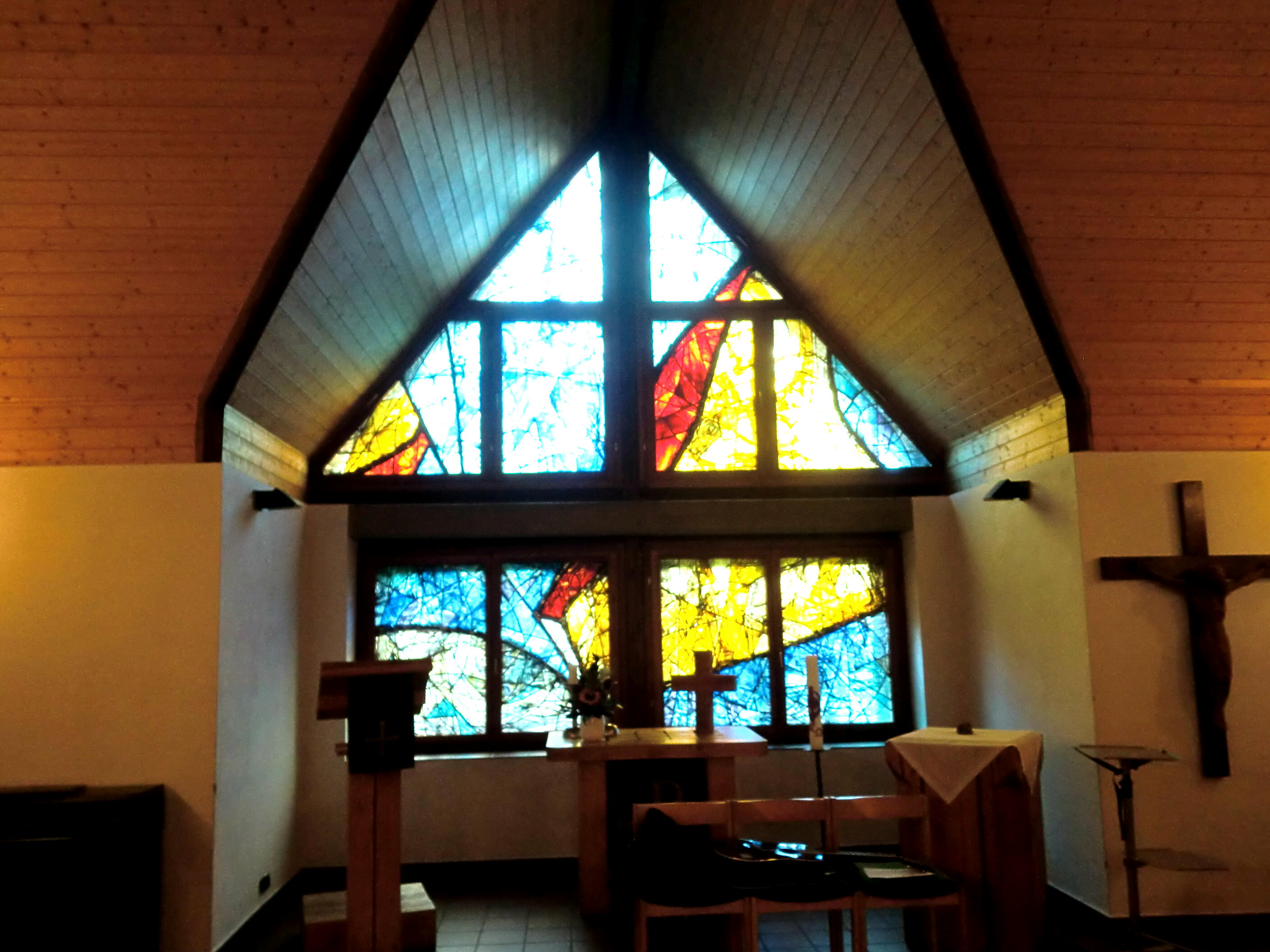
Altarfenster
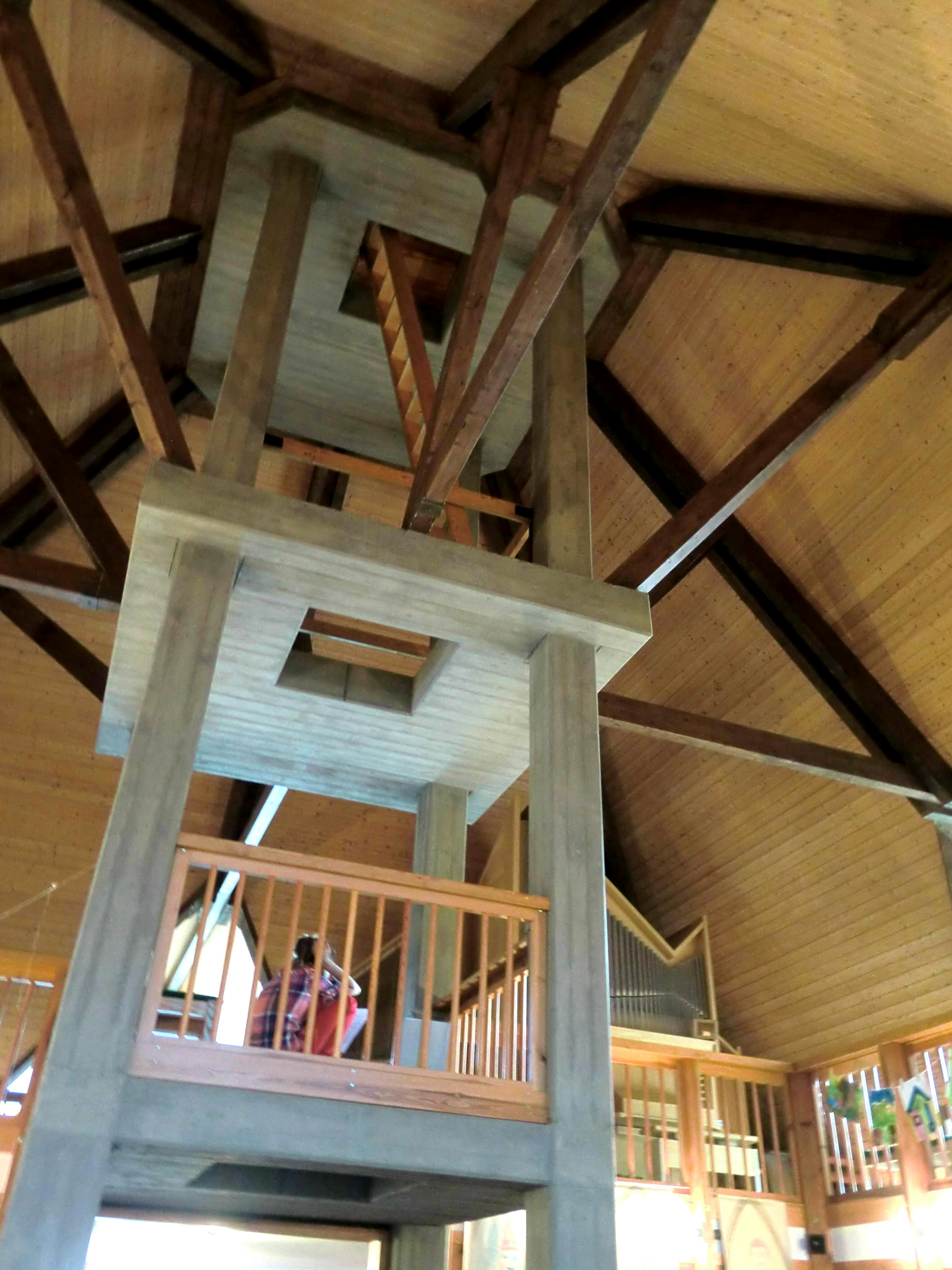
Mittig angelegter Glockenturm, an einen Förderturm erinnernd

### Orgel

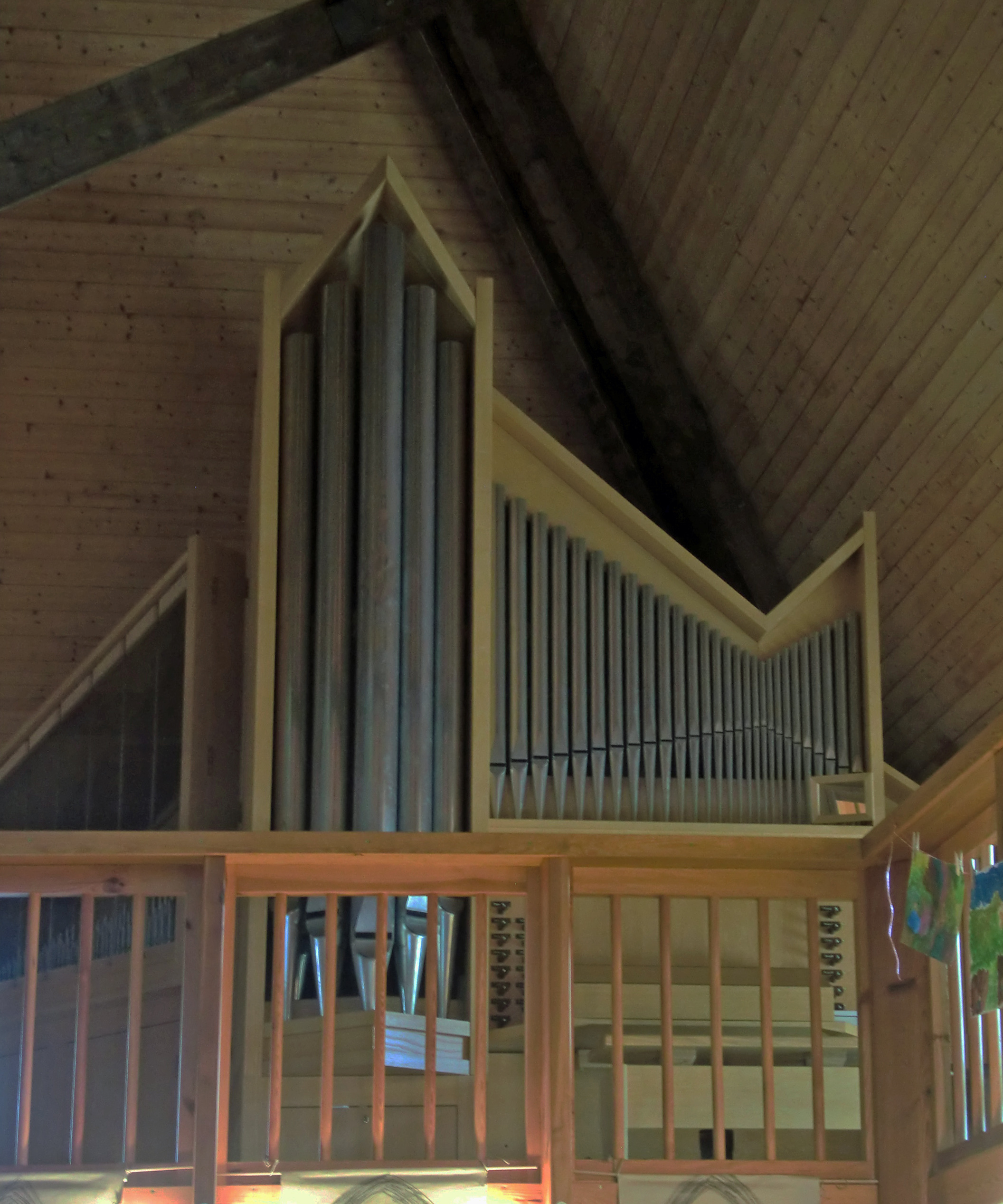
Orgel

Am 19. Juni 1994 erhielt die Kirche eine Orgel von Georg Wünning aus Großolbersdorf bei Zschopau. Das Instrument verfügt über 17 Register, die auf zwei Manuale und Pedal verteilt sind. 
Die Disposition lautet:
| I Hauptwerk |            |       |
| 1.          | Principal  | 8′    |
| 2.          | Gedackt    | 8′    |
| 3.          | Octave     | 4′    |
| 4.          | Spitzflöte | 4′    |
| 5.          | Gemshorn   | 2′    |
|             | Quinte     | 1 ⁄3  |
| 6.          | Mixtur     | 1 ⁄3′ |

| II Schwellwerk |             |        |
| 7.             | Koppelflöte | 8′     |
| 8.             | Rohrflöte   | 4′     |
| 9.             | Nassat      | 2 ⁄3′  |
| 10.            | Principal   | 2′     |
| 11.            | Terz        | 1 3⁄5′ |
| 12.            | Sifflöte    | 1′     |
| 13.            | Scharff     | 1′     |
|                | Tremulant   |        |

| Pedal |          |     |
| 14.   | Subbass  | 16′ |
| 15.   | Pommer   | 8′  |
| 16.   | Dolkan   | 4′  |
| 17.   | Trompete | 8′  |

Anmerkungen
1. ↑  Vorabzug aus 6.

### Geläut
Das Geläut besteht aus zwei Bronzeglocken, hergestellt von der Firma A. Bachert in Heilbronn. Die Glocken wurden im Oktober und November 1991 gegossen und zum 1. Advent nach Altenberg transportiert. Am 8. Dezember 1991 baute die Firma Bachert die Glocken ein. Die Glockenweihe fand am 15. Dezember 1991 zusammen mit der Einweihungsfeier der Kirche statt.
Im Folgenden eine Datenübersicht:
| Nr. | Gussdatum         | Gießer                             | Durchmesser | Masse  | Schlagton |
| --- | ----------------- | ---------------------------------- | ----------- | ------ | --------- |
| 1   | 31. Oktober 1991  | Glockengießerei Bachert, Heilbronn | 676 mm      | 212 kg | es        |
| 2   | 15. November 1991 | Glockengießerei Bachert, Heilbronn | 785 mm      | 299 kg | c         |

## Kantorat

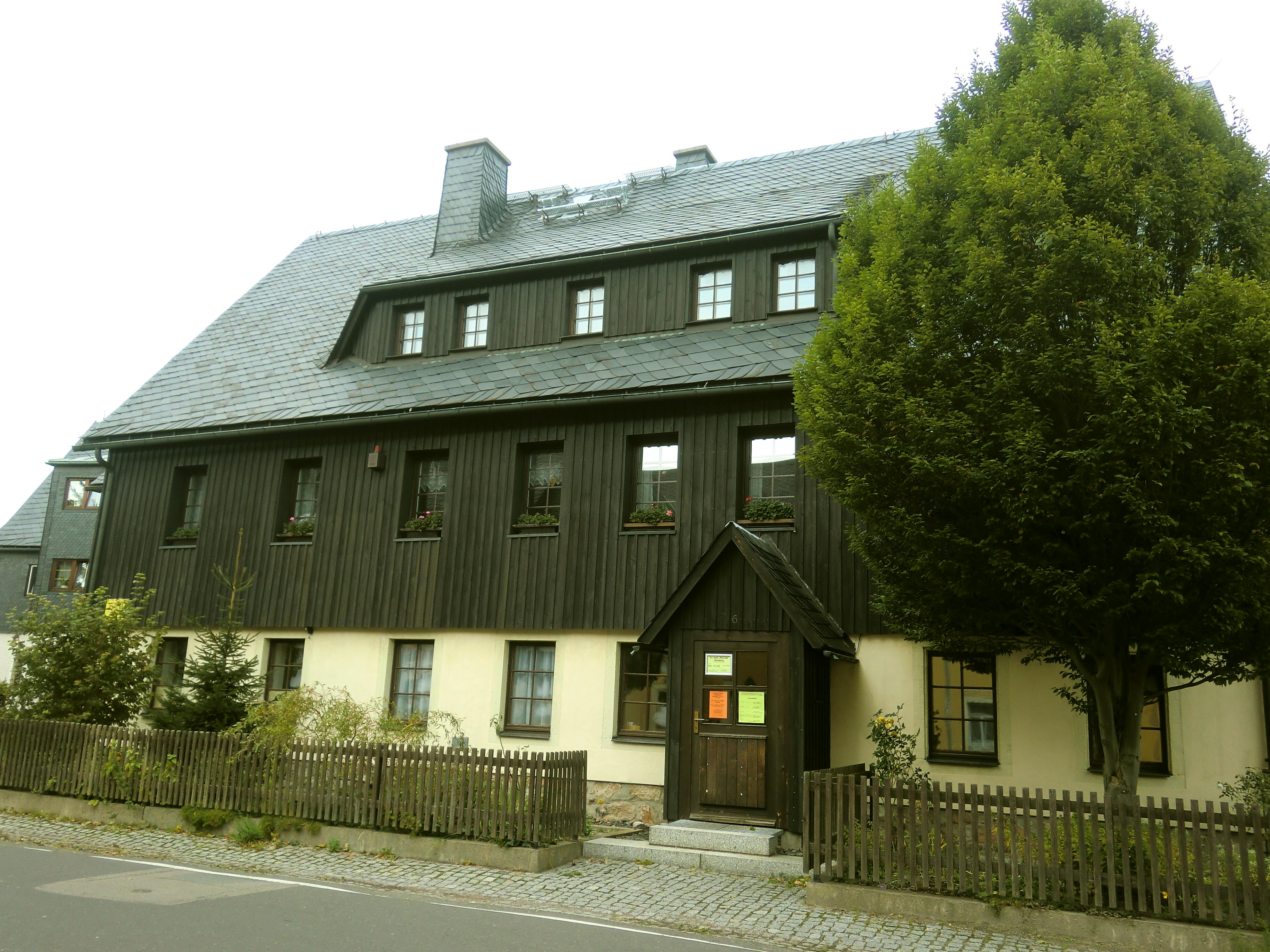
Kantorat

An der Dippoldiswalder Straße 6 in Altenberg befindet sich das Kantorat, ein zweieinhalbgeschossiges Gebäude mit ausgebautem Dachgeschoss. Das in ländlicher Gebirgsform errichtete Bauwerk besteht aus Ziegelmauerwerk mit Putzfassade im Erdgeschoss und holzverkleidetem Obergeschoss mit einem schiefergedeckten Dach und zwei verschindelten Schornsteinen. Im Erdgeschoss befindet sich rechts außermittig der Eingang, die Fensterachse besteht aus sieben Fenstern mit Sandsteingewänden, die obere Fensterachse hat acht Fenster. Das ausgebaute Dachgeschoss besitzt zu beiden Seiten mittig angeordnete Schleppgauben mit fünf Fenstern. Das Kantorat beherbergt eine Wohnung, ein Rüstzeitheim, diverse Ladenräume und das Kirchbüro. Im Jahr 1996 wurde es umfassend saniert.